# Antrostomus saturatus
Noitibó-sombrio ou bacurau-fuliginoso (Antrostomus saturatus) ou Caprimulgus saturatus é uma espécie de ave da família Caprimulgidae.
Pode ser encontrada na Costa Rica e Panamá. Seus habitats naturais são: regiões subtropicais ou tropicais húmidas de alta altitude e florestas secundárias altamente degradadas.